# Степанков, Роман Андреевич
Роман Андреевич Степанков (укр. Роман Андрійович Степанков; 1 января 1989, Снятын, Ивано-Франковская область, УССР, СССР) — украинский футболист, выступающей на позициях полузащитника и нападающего.

## Биография
Воспитанник ДЮСШ «Буковина», где и начал свои первые шаги в футбольной карьере проведя 68 игр (20 голов) в чемпионате Украины (ДЮФЛ). Профессиональную карьеру тоже начал в родной команде. За буковинский клуб в 2006 году сыграл 27 матчей отличился 1 голом.
В начале 2007 году перебрался в Киев в местную «Оболонь». В составе которой провел два сезона, но большую часть времени выступал за вторую команду «Оболони», в которой сыграл более 50 матчей. Но и с первой командой Роман становился бронзовым призёром первой лиги Украины.
В 2009 году перешёл в ужгородское «Закарпатье». Где провел пол сезона, и вместе с командой завоевал золотые медали первой лиги. В 2010 году перед возвращением в родную «Буковину», выступал за белоцерковский «Арсенал». Вместе с «Буковиной» получил путевку в первую лигу Украины, завоевавши чемпионство второй лиги.
Отыграв три сезона в «Буковине» (57 матчей во всех турнирах) вернулся обратно в «Арсенал» (Белая Церковь), где сыграл 21 матч и отличился 2 голами. В 2013 году присоединился к кировоградской «Звезды», но надолго там не задержался (8 матчей во всех турнирах), а вернулся на помощь к «Буковины», которая переживала нелегкие времена.
В 2015 году перешёл в польскую команду «Пуща», которая выступала во второй лиге чемпионата Польши. В январе 2017 года прекратил сотрудничество с клубом, за который в течение двух лет провел более 45 официальных матчей.
После этого подписал контракт с клубом третьей лиги Польши «Карпаты» (Кросно), за который выступал до завершения 2016/17 сезона. В то же время, Романа пригласили обратно в клуб «Пуща», который после его ухода повысился в классе и начал выступления в первой польской лиге — работать тренером в местной ДЮСШ.
Также выступает за клуб 5 дивизиона (IV лига Польши): «Дрвиня». В новой команде сразу стал одним из лидеров, а затем и капитаном команды. А позже стал выполнять и функции играющего тренера.

## Достижения
«Оболонь» (Киев)
- Бронзовый призёр Первой лиги Украины (1): 2007/08

«Закарпатье» (Ужгород)
- Победитель Первой лиги Украины (1): 2008/09

«Буковина» (Черновцы)
- Победитель Второй лиги Украины (1): 2009/10

## Статистика
| Украина          | Матчи | Количество забитых мячей |
| ---------------- | ----- | ------------------------ |
| Первая лига      | 113   | 9                        |
| Кубок            | 4     | 0                        |
| Вторая лига      | 86    | 3                        |
| Всего            | 203   | 12                       |
| Польша           | Матчи | Количество забитых мячей |
| Вторая лига      | 42    | 8                        |
| Кубок            | 5     | 2                        |
| Третья лига      | 16    | 3                        |
| Всего            | 63    | 13                       |
| Всего за карьеру | 266   | 25                       |

## Личная жизнь
Женат, жена — Ольга. Имеет сына Даниила, крестным отцом которого является Вадим Пыслар.